# Büllingen
Büllingen (fr. Bullange, wa. Bolindje) – miejscowość i gmina (commune) w Belgii, w Regionie Walońskim, w prowincji Liège, w okręgu Verviers. 1 stycznia 2024 roku liczyła 5544 mieszkańców. Leży we wspólnocie niemieckojęzycznej.

## Podział administracyjny
W skład gminy wchodzą dwie dzielnice (section):
- Manderfeld
- Rocherath